# Maria Fàbregas
Maria Fusté i Fàbregas (Bràfim, ca. 1928), coneguda artísticament com a Maria Fàbregas, fou una mezzosoprano catalana.
Va actuar durant molts anys al Gran Teatre del Liceu de Barcelona, així com en un gran nombre de poblacions dels Estats Units, entre elles Nova York, Washington, Chicago, Filadèlfia, San Francisco, Los Angeles, Boston, Miami, Cincinatti, etc. A assenyalar així mateix les seves brillants intervencions en diversos canals de la televisió a Nova York, Caracas, l'Havana, San Juan de Puerto Rico, etc., i com a nota curiosa la seva actuació davant un nombrós auditori integrat per autèntics indis navahos en el seu gran teatre The Navajo Civit Center, a Window Rock, Arizona.

## Biografia
Va néixer a Bràfim però als quatre anys es va desplaçar a Reus, on es va criar. Va cursar els estudis amb la professora de cant Francesca Vidal de Cusidó, de Tarragona i anys més tard, en canviar de residència, amb la notable professora russa Anna Militch i amb el mestre del Liceu Josep Sabater i Sust. Va posar en evidència les seves extraordinàries condicions artístiques en un festival patrocinat per diverses firmes comercials que es va celebrar al Teatre Bartrina de Reus i en el qual va interpretar El cavaller de l'amor, de Dotras i Vila. En aquest concurs no es presenta amb el seu primer cognom per si no li va bé i ho fa com a Maria Fàbregas, però en acabar la prova en primera posició va pensar que no era qüestió de canviar-lo. Va seguir estudiant amb Maria Francesca Vidal i Avel·lina Briansó. El 1950 va guanyar el concurs "En busca de estrellas" de l'emissora de ràdio reusenca Ràdio Reus EAJ 11.
La primera interpretació en públic va ser el desembre de 1952 amb motiu de la interpretació de la romança de l'òpera Faust al Teatre Fortuny arran de l'estrena de la comèdia-revista Del mirinyac al barret de palla de Josep Banús, en el centenari de la inauguració d'aquest teatre. El febrer de 1954 va obtenir un gran èxit quan va fer notar els seus progressos en un concert amb l'Orquestra Simfònica de Ràdio Nacional de Barcelona al Teatre Fortuny.
A partir de llavors el nom de Maria Fàbregas va anar aconseguint prestigi, fonamentat en els seus continus estudis, i va aconseguir un èxit singular en la interpretació de El barber de Sevilla que va dur a terme conjuntament amb Pau Vidal, el famós baríton, també tarragoní, en una funció de gala a les festes de Sant Pere que va tenir per marc el Teatre Fortuny.
El 23 de desembre de 1956 va debutar al Gran Teatre del Liceu de Barcelona amb un petit paper a Borís Godunov de Modest Mússorgski, amb crítiques que ressaltaven la seva joventut però també la seva prometedora veu. El 1957 va fer un recital amb gran èxit al Palau de la Música acompanyada al piano per Lluís Molins.
La temporada 1957-1958 ja va formar part de la plantilla de mezzosopranos de Gran Teatre del Liceu. El 3 de gener de 1958 va intervenir en el Festival Falla el Liceu, cantant el paper de Carmela de La vida breve i el paper principal de Candela a El amor brujo. En aquella mateixa jornada, el nen Josep Carreras debutà en aquell teatre en el paper de Trajumán de El retablo de Maese Pedro. L'estiu d'aquell mateix any va viatjar als Estats Units amb la companyia del ballarí Roberto Iglesias, que contava també amb un altre ballarí de prestigi, Antonio Español i la ballarina Rosario Galán, esposa de Roberto Iglesias, i la seva germana Esperanza Galán. La companyia va tornar els dos anys següents amb ella, visitant Mont-real (Canadà) el 1960. Aquell any de 1960 Maria Fàbregas va ser aclamada en un concert al Victoria Hall de Ginebra sota la direcció d'Ernest Ansermet.
El 1960 va crear la seva pròpia companyia d'òpera, al costat de Bernabé Martí, Giovanni Battista Daviu, Josep Simorra i Dídac Monjo. Va començar al Teatre Fortuny amb la La Favorita de Donizetti. Després va actuar per altres teatres de Catalunya. El mateix any va estrenar al Liceu La cabeza del dragón de Ricard Lamote de Grignon. La Temporada 1963-1964 va tornar a cantar les obres de Falla al Liceu.